# Diaconisa

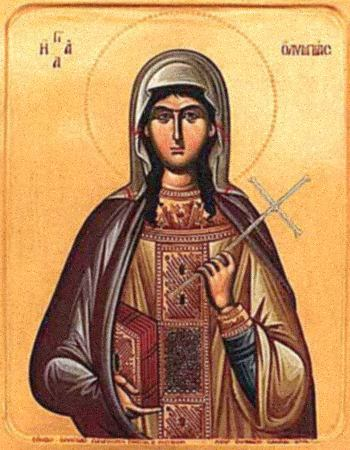
Obra pictórica de una diaconisa.

Diaconisas era el término usado en la primitiva Iglesia para significar las personas del sexo femenino que tenían en la Iglesia una función de servicio, mas no como la de los diáconos varones que desde siempre formaron parte del orden sagrado, siendo ministros sagrados como el presbítero y el obispo que eran y son los ministros ordenados. San Pablo habla de ellas en su epístola a los Romanos , como por ejemplo a Febe de Céncreas. Plinio el joven, en una de sus cartas a Trajano, hace saber a este príncipe que había hecho dar tormento a las diaconisas, a quienes llama ministrae. 
El nombre de diaconisas se refería a ciertas mujeres laicas que eran devotas consagradas al servicio de la Iglesia y que hacían a las mujeres los servicios que no podían prestarles los diáconos con decencia: por ejemplo, en el bautismo que se confería por inmersión a las mujeres, así como a los varones. 
Estaban también encargadas de la vigilancia de las iglesias o lugares de reunión de la parte en que estaban las mujeres separadas de los hombres, según la costumbre de aquellos tiempos. Tenían cuidado de las pobres y enfermos, etcétera. En tiempo de las persecuciones, cuando no se podía enviar un diácono a las mujeres para exhortarlas y fortificarlas, se les mandaba una diaconisa. No debe haber confusión con el diácono, pues este pertenece al orden sagrado del sacramento. Las diaconisas nunca pertenecieron ni como permanentes ni transitorias, no eran clérigos. Recordemos que en la iglesia los únicos ministros ordenados en el ministerio de Cristo son los hombres, esto para la Iglesia católica de Roma y de Oriente. Sin embargo, sí existe en las iglesias evangélicas luterana y calvinista el grado del orden en el sexo femenino.

## Historia

### Ordenación de las diaconisas
En su comentario sobre los concilios dice que se las ordenaba por la imposición de las manos y el concilio in Trullo se sirve de la palabra Keyrotoneyn, imponer las manos, para expresar la consagración de las diaconisas. Sin embargo, Baronio niega que se las impusiesen las manos y que se usara alguna ceremonia para consagrarlas. Se funda en el canon diecinueve del primer Concilio de Nicea (325) que las coloca en el rango de los seglares y que dice expresamente que no se las imponía las manos. No obstante, el concilio de Calcedonia dice que se las ordenaba a los cuarenta años y no más pronto. Hasta entonces no lo habían sido más que a los sesenta como lo prescribe San Pablo en su primera epístola a Timoteo y como puede verse en el Nomocanon de Juan de Antioquía; en Balsamon, el Nomocanon de Focio y el código teodosiano y en Tertuliano, Develandis Virgin. Este mismo padre en su tratado ad uxorem, lib. 1, c. 7 habla de las mujeres que habían recibido el orden de la Iglesia y que por esta razón no podían casarse porque las diaconisas eran viudas que no tenían libertad para casarse. Y aún era preciso que no hubiesen estado casadas más de una vez para poder ser diaconisas. Pero después se eligieron también vírgenes: por lo menos es lo que dicen San Epifanio, Zonaras, Balsamon y otros.
El concilio de Nicea coloca a las diaconisas en el mismo rango que al clero. Pero su ordenación no era sacramental. Era una ceremonia eclesiástica. No obstante, valiéndose de esto para elevarse a mayor altura que las de su sexo, el concilio de Laodicea prohibió ordenarlas en adelante. El primer concilio de Orange en 441, prohibió también ordenarlas y obligó a las que habían sido ordenadas a recibir la bendición con las simples seglares.
El número de las diaconisas parece que no se había fijado. El emperador Heraclio en su carta a Sergio, patriarca de Constantinopla, manda que en la gran iglesia de esta ciudad haya cuarenta y solo seis en la de la Madre de Dios, que estaba en el cuartel de los Blaquernos.

### Bendición de las diaconisas
Las ceremonias que se observaban en la bendición de las diaconisas se encuentran todavía en el eucólogo de los griegos. Mateo Blastares, sabio canonista griego, observa que se hace poco más o menos lo mismo para recibir una diaconisa que en la ordenación de un diácono. Se la presentan primero al obispo delante del santuario con un pequeño manto que la cubre el cuello y los hombros, que se llama maforium. Después de pronunciada la oración que empieza por estas palabras: la gracia de Dios etc., hace una inclinación con la cabeza sin doblar las rodillas. El obispo la impone en seguida las manos pronunciando una oración pero todo esto no era una ordenación sino solo una ceremonia religiosa semejante a las bendiciones de las abadesas. 

### Cesación en el catolicismo
No se sabe a punto fijo cuando cesaron las diaconisas en la Iglesia Católica Romana, porque no cesaron al mismo tiempo en todas partes. El canon undécimo del concilio de Laodicea parece que las abroga pero también es cierto que mucho tiempo después las hubo en muchos parajes.
El canon veinte y seis del primer concilio de Orange celebrado el año VII, el veinte de Epaona el año 517 prohíbe también ordenarlas y no obstante existían aún en la época del concilio, in Trullo. 
Alton de Verceil refiere en su octava carta la razón que hizo abolirlas. Dice que en los primeros tiempos el ministerio de las mujeres era necesario para instruir con más facilidad a las demás féminas y desengañarlas de los errores del paganismo. Que servían también para administrarlas el bautismo con más decencia pero que esto no era ya necesario cuando no se bautizaban sino niños. Es preciso también añadir ahora que no se bautiza sino por infusión en la Iglesia latina.
No se tiene noticia de las diaconisas en la Iglesia de Occidente desde el siglo XII ni en la de Oriente pasado el XIII. Macer en su Hierolexicon, en la palabra diaconisa observa que se encuentra todavía algún vestigio de este oficio en las iglesias en que hay matronas que se llaman vetulonnas, que están encargadas de llevar el pan y el vino para el sacrificio en el ofertorio de la misa, según el rito ambrosiano.

## Actualidad
Iglesia Griega: Los griegos dan todavía el nombre de diaconisas a las esposas de sus diáconos quienes, según su disciplina pueden estar casados. Pero estas mujeres no tienen ninguna función que llenar en la iglesia como sucedía a las antiguas diaconisas. Bingham, Orig. eccles., 1.2, lib.2,c. 22.
Protestantismo: En diversas denominaciones han retomado la función de las diaconisas, en la Iglesia de Dios Ministerial de Jesucristo por ejemplo se reconoce activamente su labor aún en responsabilidades de predicación en el púlpito.